# Сергєєв Филимон Іванович
Сергєєв Филимон Іванович (рос. Сергеев Филимон Иванович; 28 липня 1941, Шенкурський район, Архангельська область — 31 травня 2021, Москва) — радянський і російський актор, письменник та поет. Член Спілки письменників Росії та Гільдії кіноакторів Росії.

## Життєпис
Виховувався бабусею. Вступив до Школи-студії МХАТ, але після двох з половиною років покинув навчання. Деякий час навчався у ВДІКу на режисерському факультеті, але також покинув.
Грав у театрі, виступав з концертами.
Був двічі одружений. Перша дружина Тетяна Ларіна — художниця, в шлюбі народилася донька. Друга дружина Галина, лікар, з якою після майже 40 років спільного життя розлучився. Жив один в старому будинку на Чистих прудах.
Із 1963 року знявся в більш ніж 50 кінокартинах.
Пішов з життя 31 травня 2021 року, не доживши двох місяців до 80-річного ювілею.

## Вибрана фільмографія
| Рік  |   | Українська назва                   | Оригінальна назва                     | Роль                                          |
| ---- | - | ---------------------------------- | ------------------------------------- | --------------------------------------------- |
| 1963 | ф | При виконанні службових обов'язків | При исполнении служебных обязанностей | полярник з бригади Холодова                   |
| 1963 | ф | Понеділок — день важкий            | Понедельник — день тяжёлый            | агітатор                                      |
| 1964 | ф | Одруження Бальзамінова             | Женитьба Бальзаминова                 | башмачник                                     |
| 1966 | ф | Королівська регата                 | Королевская регата                    | Кирило, весляр-першокурсник                   |
| 1967 | ф | Непосиди                           | Непоседы                              | Єрмак, міліціонер в «Бурані»                  |
| 1967 | ф | Сергій Лазо                        | Сергей Лазо                           | епізод                                        |
| 1967 | ф | Штрихи до портрету В. І. Леніна    | Штрихи к портрету В. И. Ленина        | Черепанов                                     |
| 1971 | ф | Стежкою безкорисливої любові       | Тропой бескорыстной любви             | Федя Гаврилов, дільничний                     |
| 1974 | ф | Фронт без флангів                  | Фронт без флангов                     | епізод                                        |
| 1977 | ф | Фронт за лінією фронту             | Фронт за линией фронта                | епізод                                        |
| 1978 | ф | Злий дух Ямбуя                     | Злой дух Ямбуя                        | Павло, радист                                 |
| 1979 | ф | Батько і син                       | Отец и сын                            | епізод                                        |
| 1979 | ф | Круте поле                         | Крутое поле                           | колгоспник                                    |
| 1980 | ф | Сліпа куля                         | კიკვიძე                               | епізод                                        |
| 1981 | ф | Росія молода                       | Россия молодая                        | Швібер                                        |
| 1981 | ф | Фронт в тилу ворога                | Фронт в тылу врага                    | епізод                                        |
| 1982 | ф | Рись виходить на стежку            | Рысь выходит на тропу                 | Федір Гаврилов, дільничний, лейтенант міліції |
| 1983 | ф | Букет фіалок                       | Букет фиалок                          | епізод                                        |
| 1983 | ф | Підліток                           | Подросток                             | епізод                                        |
| 1985 | ф | Дикий хміль                        | Дикий хмель                           | епізод                                        |
| 1985 | ф | Заповіт                            | Завещание                             | солдат                                        |
| 1985 | ф | Ранок приреченої копальні          | Утро обречённого прииска              | Михайло, робітник копальні                    |
| 1986 | ф | Михайло Ломоносов                  | Михайло Ломоносов                     | епізод                                        |
| 1986 | ф | Знаю тільки я                      | Знаю только я                         | Владас                                        |
| 1986 | ф | Рись повертається                  | Рысь возвращается                     | Федір Гаврилов, дільничний, лейтенант міліції |
| 1989 | ф | Викрадення чарівника               | Похищение чародея                     | епізод                                        |
| 1998 | ф | Хто, якщо не ми                    | Кто, если не мы                       | бомж                                          |
| 2002 | с | Дві долі                           | Две судьбы                            | Филимон                                       |
| 2005 | с | Дві долі-3. Золота клітка          | Две судьбы-3. Золотая клетка          | Іван                                          |

## Літературна діяльність
Автор декількох книг прози, поетичних збірок та тексту пісні «Ріка» до кінофільму Володимира Краснопольського і Валерія Ускова «Батько і син» (1979), пісні «Брусниця» до телесеріалу «Дві долі».
- «Федіна біда» (рос. Федина беда), проза (1989).
- «Той, що йде від сонця» (рос. Идущий от солнца), проза (2013).
- «Орангутан і Ваучер» (рос. Орангутан и Ваучер), книга трагікомічних оповідань та повістей (2014).
- «Злочинна цивілізація» (рос. Преступная цивилизация).
- «Балакучі пам'ятники» (рос. Говорящие памятники).
- «Вічна тільки ти …» (рос. Вечна только ты…), збірка поезій, в співавторстві.

## Нагороди
- Лауреат премії імені Миколи Рубцова «Зірка полів» (2004).
- Лауреат премии Другого кінофестивалю «Золоте ікло» (2002, за кінофільм «Рись виходить на стежку»).